# Vettius Valens
Vettius Valens (asi 8. února 120 – 175) byl helénský astrolog. Společně s Klaudiem Ptolemaiem je považován za jednoho ze zakladatelů klasických astrologických nauk.
Pocházel z Antiochie a kvůli svým astrologickým zájmům absolvoval mnoho dobrodružných cest. Kvůli okultním studiím se v 35 letech přestěhoval do Egypta, kde žil velmi asketický život. Astrologii se věnoval profesionálně a založil i vlastní školu. Napsal devítisvazkové dílo Antholigiae (Anthologie), které shrnuje historické poznatky o astrologii od babylónské přes chaldejskou po egyptskou tradici a také přes sto horoskopů a jejich výkladů. Jeho Anghologie je cenná také tím, že cituje množství starších autorů, kteří by jinak zůstali neznámí, především faraona Nechepso a jeho velekněze Petosirise.
Přestože ještě mnoho století po své smrti byl za největší astrologickou, astronomickou a matematickou autoritu považován Klaudios Ptolemaios, je téměř jisté, že praktická astrologie té doby vycházela spíše z metod Valensovy Anthologie. Jeho poslední horoskop je datován k roku 173 po Kr. Krátce na to pravděpodobně zemřel.